# پاتنیتالا
پاتنیتالا (به لاتین: Patnitala) یک منطقهٔ مسکونی در بنگلادش است که در ناحیه نوگان واقع شده‌است. پاتنیتالا ۳۸۲٫۳۹ کیلومتر مربع مساحت و ۲۳۱٬۹۰۰ نفر جمعیت دارد.